# Сасо Маркони
Са̀со Марко̀ни (на италиански: Sasso Marconi, на местен диалект al Sâs, ал Сас) е град и община в северна Италия, провинция Болоня, регион Емилия-Романя. Разположен е на 128 m надморска височина. Населението на общината е 14 727 души (към 2010 г.).